# The Very Best of Enya
The Very Best of Enya er det andet opsamlingsalbum af den irske sanger, sangskriver og musiker Enya, og det blev udgivet 23. november 2009 via Warner Music. Efter at have promoveret hendes tidligere studiealbum And Winter Came... (2008), bad Warner Music Enya om at udgivet et nyt opsamlingsalbum med hendes favoritsange fra hendes karriere, og hun udvalgte dem sammen med hendes samarbejdspartnere, Nicky Ryan og hans kone Roma Ryan der har været hhv. producer og tekstforfatter på alt Enyas arbejde.
Albummet blev hovedsageligt modtaget positiv, og det toppede som nummer 32 på UK Albums Chart og nummer 55 på Billboard 200 i USA. Det tilbragte over 100 uger som nummer 1 på Billboard New Age Albums chart. Til forskel fra hendes tidligere udgivelse promoverede Enya ikke albummet med interviews og optrædener.

## Spor
| The Very Best of Enya — Standard Edition | The Very Best of Enya — Standard Edition            | The Very Best of Enya — Standard Edition | The Very Best of Enya — Standard Edition | The Very Best of Enya — Standard Edition | The Very Best of Enya — Standard Edition | The Very Best of Enya — Standard Edition | The Very Best of Enya — Standard Edition | The Very Best of Enya — Standard Edition | The Very Best of Enya — Standard Edition |
| #                                        | Titel                                               | Længde                                   |                                          |                                          |                                          |                                          |                                          |                                          |                                          |
| ---------------------------------------- | --------------------------------------------------- | ---------------------------------------- | ---------------------------------------- | ---------------------------------------- | ---------------------------------------- | ---------------------------------------- | ---------------------------------------- | ---------------------------------------- | ---------------------------------------- |
| 1.                                       | "Orinoco Flow"                                      | 4:29                                     |                                          |                                          |                                          |                                          |                                          |                                          |                                          |
| 2.                                       | "Aníron (I Desire)" (Previously unreleased version) | 2:42                                     |                                          |                                          |                                          |                                          |                                          |                                          |                                          |
| 3.                                       | "Storms in Africa"                                  | 4:04                                     |                                          |                                          |                                          |                                          |                                          |                                          |                                          |
| 4.                                       | "Caribbean Blue"                                    | 3:58                                     |                                          |                                          |                                          |                                          |                                          |                                          |                                          |
| 5.                                       | "Book of Days"                                      | 2:55                                     |                                          |                                          |                                          |                                          |                                          |                                          |                                          |
| 6.                                       | "The Celts"                                         | 2:55                                     |                                          |                                          |                                          |                                          |                                          |                                          |                                          |
| 7.                                       | "Only Time"                                         | 3:36                                     |                                          |                                          |                                          |                                          |                                          |                                          |                                          |
| 8.                                       | "Wild Child"                                        | 3:46                                     |                                          |                                          |                                          |                                          |                                          |                                          |                                          |
| 9.                                       | "Water Shows the Hidden Heart"                      | 4:38                                     |                                          |                                          |                                          |                                          |                                          |                                          |                                          |
| 10.                                      | "Anywhere Is"                                       | 3:57                                     |                                          |                                          |                                          |                                          |                                          |                                          |                                          |
| 11.                                      | "Cursum Perficio"                                   | 4:07                                     |                                          |                                          |                                          |                                          |                                          |                                          |                                          |
| 12.                                      | "Amarantine"                                        | 3:09                                     |                                          |                                          |                                          |                                          |                                          |                                          |                                          |
| 13.                                      | "Aldebaran"                                         | 3:05                                     |                                          |                                          |                                          |                                          |                                          |                                          |                                          |
| 14.                                      | "Trains and Winter Rains"                           | 3:42                                     |                                          |                                          |                                          |                                          |                                          |                                          |                                          |
| 15.                                      | "Watermark"                                         | 2:25                                     |                                          |                                          |                                          |                                          |                                          |                                          |                                          |
| 16.                                      | "Boadicea"                                          | 3:31                                     |                                          |                                          |                                          |                                          |                                          |                                          |                                          |
| 17.                                      | "A Day Without Rain"                                | 2:35                                     |                                          |                                          |                                          |                                          |                                          |                                          |                                          |
| 18.                                      | "May It Be"                                         | 3:31                                     |                                          |                                          |                                          |                                          |                                          |                                          |                                          |
| 63:59                                    |                                                     |                                          |                                          |                                          |                                          |                                          |                                          |                                          |                                          |

| 19. | "Oíche Chiúin (Chorale)" | 3:31 |

| 20. | "How Can I Keep From Singing?" | 4:26 |

| 19. | "To Go Beyond (Part II)"   | 2:50 |
| 20. | "Only If..."               | 3:19 |
| 21. | "Dreams Are More Precious" | 4:25 |

| 1.  | "Trains and Winter Rains"     |  |
| 2.  | "My! My! Time Flies!"         |  |
| 3.  | "Stars and Midnight Blue"     |  |
| 4.  | "Amarantine"                  |  |
| 5.  | "Sumiregusa"                  |  |
| 6.  | "The River Sings"             |  |
| 7.  | "If I Could Be Where You Are" |  |
| 8.  | "Wild Child"                  |  |
| 9.  | "Only Time"                   |  |
| 10. | "Drifting"                    |  |
| 11. | "Flora's Secret"              |  |
| 12. | "Fallen Embers"               |  |
| 13. | "One by One"                  |  |
| 14. | "Pax Deorum"                  |  |
| 15. | "Athair ar Neamh"             |  |
| 16. | "Anywhere Is"                 |  |
| 17. | "Orinoco Flow"                |  |
| 18. | "Watermark"                   |  |
| 19. | "Boadicea"                    |  |
| 20. | "May It Be"                   |  |
| 21. | "Caribbean Blue"              |  |
| 22. | "Aníron (I Desire)"           |  |

| 23. | "Oíche Chiúin [Chorale]" | 3:49 |

| 23. | "Oíche Chiúin [Chorale]" | 3:49 |
| 24. | "Only Time (Remix)"      | 3:13 |

| The Very Best of Enya — Limited and Deluxe Edition DVD | The Very Best of Enya — Limited and Deluxe Edition DVD | The Very Best of Enya — Limited and Deluxe Edition DVD | The Very Best of Enya — Limited and Deluxe Edition DVD | The Very Best of Enya — Limited and Deluxe Edition DVD | The Very Best of Enya — Limited and Deluxe Edition DVD | The Very Best of Enya — Limited and Deluxe Edition DVD | The Very Best of Enya — Limited and Deluxe Edition DVD | The Very Best of Enya — Limited and Deluxe Edition DVD | The Very Best of Enya — Limited and Deluxe Edition DVD |
| #                                                      | Titel                                                  | Længde                                                 |                                                        |                                                        |                                                        |                                                        |                                                        |                                                        |                                                        |
| ------------------------------------------------------ | ------------------------------------------------------ | ------------------------------------------------------ | ------------------------------------------------------ | ------------------------------------------------------ | ------------------------------------------------------ | ------------------------------------------------------ | ------------------------------------------------------ | ------------------------------------------------------ | ------------------------------------------------------ |
| 1.                                                     | "Orinoco Flow"                                         | 3:44                                                   |                                                        |                                                        |                                                        |                                                        |                                                        |                                                        |                                                        |
| 2.                                                     | "Caribbean Blue"                                       | 3:38                                                   |                                                        |                                                        |                                                        |                                                        |                                                        |                                                        |                                                        |
| 3.                                                     | "Only Time"                                            | 3:38                                                   |                                                        |                                                        |                                                        |                                                        |                                                        |                                                        |                                                        |
| 4.                                                     | "The Celts"                                            | 3:08                                                   |                                                        |                                                        |                                                        |                                                        |                                                        |                                                        |                                                        |
| 5.                                                     | "Amarantine"                                           | 3:05                                                   |                                                        |                                                        |                                                        |                                                        |                                                        |                                                        |                                                        |
| 6.                                                     | "Trains and Winter Rains"                              | 3:17                                                   |                                                        |                                                        |                                                        |                                                        |                                                        |                                                        |                                                        |
| 7.                                                     | "Evening Falls"                                        | 3:50                                                   |                                                        |                                                        |                                                        |                                                        |                                                        |                                                        |                                                        |
| 8.                                                     | "Anywhere Is"                                          | 3:47                                                   |                                                        |                                                        |                                                        |                                                        |                                                        |                                                        |                                                        |
| 9.                                                     | "It's in the Rain"                                     | 3:47                                                   |                                                        |                                                        |                                                        |                                                        |                                                        |                                                        |                                                        |
| 10.                                                    | "Wild Child"                                           | 3:33                                                   |                                                        |                                                        |                                                        |                                                        |                                                        |                                                        |                                                        |
| 11.                                                    | "Only If"                                              | 3:16                                                   |                                                        |                                                        |                                                        |                                                        |                                                        |                                                        |                                                        |
| 12.                                                    | "Storms In Africa"                                     | 2:59                                                   |                                                        |                                                        |                                                        |                                                        |                                                        |                                                        |                                                        |
| 13.                                                    | "On My Way Home"                                       | 4:26                                                   |                                                        |                                                        |                                                        |                                                        |                                                        |                                                        |                                                        |
| 46:06                                                  |                                                        |                                                        |                                                        |                                                        |                                                        |                                                        |                                                        |                                                        |                                                        |

| The Very Best of Enya — Limited and Deluxe Edition DVD Additional Content | The Very Best of Enya — Limited and Deluxe Edition DVD Additional Content | The Very Best of Enya — Limited and Deluxe Edition DVD Additional Content | The Very Best of Enya — Limited and Deluxe Edition DVD Additional Content | The Very Best of Enya — Limited and Deluxe Edition DVD Additional Content | The Very Best of Enya — Limited and Deluxe Edition DVD Additional Content | The Very Best of Enya — Limited and Deluxe Edition DVD Additional Content | The Very Best of Enya — Limited and Deluxe Edition DVD Additional Content | The Very Best of Enya — Limited and Deluxe Edition DVD Additional Content | The Very Best of Enya — Limited and Deluxe Edition DVD Additional Content |
| #                                                                         | Titel                                                                     | Længde                                                                    |                                                                           |                                                                           |                                                                           |                                                                           |                                                                           |                                                                           |                                                                           |
| ------------------------------------------------------------------------- | ------------------------------------------------------------------------- | ------------------------------------------------------------------------- | ------------------------------------------------------------------------- | ------------------------------------------------------------------------- | ------------------------------------------------------------------------- | ------------------------------------------------------------------------- | ------------------------------------------------------------------------- | ------------------------------------------------------------------------- | ------------------------------------------------------------------------- |
| 1.                                                                        | "Enya: A Life In Music" (documentary)                                     | 16:10                                                                     |                                                                           |                                                                           |                                                                           |                                                                           |                                                                           |                                                                           |                                                                           |
| 2.                                                                        | "Caribbean Blue" (making of)                                              | 10:13                                                                     |                                                                           |                                                                           |                                                                           |                                                                           |                                                                           |                                                                           |                                                                           |
| 3.                                                                        | "Only Time" (making of)                                                   | 9:03                                                                      |                                                                           |                                                                           |                                                                           |                                                                           |                                                                           |                                                                           |                                                                           |
| 35:26                                                                     |                                                                           |                                                                           |                                                                           |                                                                           |                                                                           |                                                                           |                                                                           |                                                                           |                                                                           |

## Hitlister
| Hitliste (2009–2011)             | Højeste placering |
| -------------------------------- | ----------------- |
| Argentine Albums (CAPIF)         | 10                |
| Australien (ARIA)                | 19                |
| Østrig (Ö3 Austria)              | 18                |
| Belgien (Ultratop Flanderen)     | 2                 |
| Belgien (Ultratop Vallonien)     | 19                |
| Canadiske Albummer (Billboard)   | 23                |
| Tjekkiet (ČNS IFPI)              | 6                 |
| Danmark (Album Top-40)           | 12                |
| Holland (Album Top 100)          | 11                |
| Dutch CombiAlbum (Dutch Charts)  | 95                |
| Europe (European Top 100 Albums) | 18                |
| Tyskland (Offizielle Top 100)    | 19                |
| Ungarn (MAHASZ)                  | 14                |
| Irland (IRMA)                    | 22                |
| Italien (FIMI)                   | 34                |
| Japan (Oricon)                   | 6                 |
| Mexican Albums (Top 100 Mexico)  | 60                |
| New Zealand (RIANZ)              | 6                 |
| Norge (VG-lista)                 | 14                |
| Polen (ZPAV)                     | 23                |
| Portugal (AFP)                   | 13                |
| Spanien (PROMUSICAE)             | 11                |
| Sverige (Sverigetopplistan)      | 20                |
| Schweiz (Schweizer Hitparade)    | 8                 |
| Storbritannien (OCC)             | 32                |
| US Billboard 200                 | 55                |
| US New Age Albums (Billboard)    | 1                 |

| Hitliste (2009)                    | Placering |
| ---------------------------------- | --------- |
| Belgian Albums (Ultratop Flanders) | 87        |
| New Zealand Albums (RMNZ)          | 31        |
| UK Albums (OCC)                    | 157       |

| Hitliste (2010)                    | Placering |
| ---------------------------------- | --------- |
| Belgian Albums (Ultratop Flanders) | 10        |
| Belgian Albums (Ultratop Wallonia) | 69        |
| Dutch Albums (Album Top 100)       | 64        |
| Swiss Albums (Schweizer Hitparade) | 68        |